# Gabrielle Giffords
Gabrielle Dee "Gabby" Giffords (nascida em 8 de junho de 1970) é uma política americana, membro do Partido Democrata e representante do 8º distrito do Arizona desde 2007; Giffords é a terceira mulher a representar o Arizona.
Esteve na lista das 100 pessoas mais influentes no ano de 2011, ao lado de personalidades como: Joe Biden, Michelle Obama, Oprah Winfrey, Nicolas Sarkozy, Cory Booker, dentre outros.

## Biografia
Giffords nasceu em Tucson, é filha de Gloria Kay Fraser e Spencer J. Giffords, é casada com o astronauta Mark Kelly e tem dois filhos, sua religião é o judaísmo. É também cunhada do astronauta Scott Kelly.
Foi membro do senado do Arizona entre 2003 a 2006, foi membro da câmara dos deputados entre 2001 a 2003.
Em 8 de janeiro de 2011, foi uma das vinte vítimas de um tiroteio em Tucson perpetrado pelo atirador Jared Lee Loughner e que aconteceu em um supermercado em um subúrbio de Tucson, onde estava reunida com eleitores. Segundo o FBI, Giffords era o alvo dos tiros e foi internada em estado crítico devido a um projétil que atravessou sua cabeça. No final de maio, o atirador do Arizona foi considerado incapaz para ser julgado. Em 1º de agosto, já recuperada, reaparece de surpresa no Congresso. Levantou-se mais tarde a suspeita de que o atirador também era judeu e sua mãe, Amy Lee Loughner, frequentava a mesma sinagoga que a deputada, Congregação Chaverim.

## Carreira política

### Senadora estadual e Deputada Estadual
Giffords foi eleita para a Câmara dos Deputados do Arizona em 2000 e atuou entre 2001 a 2003. Ela foi eleito para o Senado do Arizona em 2002, e na época era a mulher mais jovem a ser eleita para o cargo, tomou posse em janeiro de 2003 e foi reeleita em novembro de 2004, renunciou ao Senado do Arizona em 1 de dezembro de 2005. 

### Congressista do Arizona
Giffords foi a primeira judia eleita para o congresso do Arizona, sendo eleita em novembro de 2006, em sua campanha adotou como tema a segurança entre a fronteira com o México, foi eleita com 54% dos votos.
Foi reeleita em 2008 com 54% dos votos, e reeleita em 2010 com 48% dos votos.
Em 2010 votou e fez campanha a favor da reforma no setor da saúde pública promovida pelo presidente Barack Obama.
"Não gosto de estar na minoria", declarou após o término das eleições de 2010 e terminou dizendo "Mas meu trabalho não é estar na maioria, mas fazer meu trabalho."